# Alfred L. Cralle
Alfred L. Cralle (4 de septiembre de 1866–1920) fue un afroestadounidense natural de Virginia que se hizo empresario e inventor en Pittsburgh, Pensilvania. Se le recuerda por ser el inventor del sacabolas de helado en 1897, un práctico diseño todavía muy en uso más de 100 años después.

## Juventud, educación
Alfred L. Cralle nació en Kenbridge, Condado de Lunenburg, Virginia en 1866, justo después del final de la guerra civil estadounidense (1861-1865). Asistió a escuelas locales y trabajó con su padre en el oficio de la carpintería como un hombre joven, empiezan a interesarse por la mecánica.
Fue enviado a Washington D. C., donde asistió al Seminario Wayland (Wayland Seminary), uno de una serie de escuelas fundadas por la Sociedad Misionera Bautista Americana para ayudar a educar a los afroestadounidenses tras la Guerra Civil. Más tarde, se estableció en Pittsburgh, Pensilvania, donde trabajó como mozo en una farmacia y en un hotel.

## Inventor, empresario
Fue mientras trabajaba en Pittsburgh como mozo cuando Cralle cuenta de que el helado, que se había convertido en un dulce popular, era difícil de dispensar. Tiende a pegarse a las cucharas y palas, y generalmente requiere el uso de dos manos y al menos dos instrumentos para servir.
Para superar esto, inventó un dispositivo mecánico que ahora se conoce como sacabolas de helado y solicitó una patente. El 2 de febrero de 1897, a los 30 años de edad, se le concedió la patente de EE. UU. #576.395. El ingenioso invento de Cralle, originalmente llamado "Molde de helado y emplatador" fue diseñado para evitar que los helados y otros alimentos se peguen, y fuera fácil de manejar con una sola mano. Fuerte y duradero, eficaz, barato, podría ser construido en casi cualquier forma deseada, como un cono o un montículo, sin partes delicadas que pueden romper o estropear.
Alfred L. Cralle también se convirtió en un exitoso hombre de negocios. Fue nombrado asistente del gerente cuando se organizó la "Afro-American Financial, Accumulating, Merchandise and Business Association" en Pittsburgh. Cralle no se hizo famoso por la invención del sacabolas de helado.

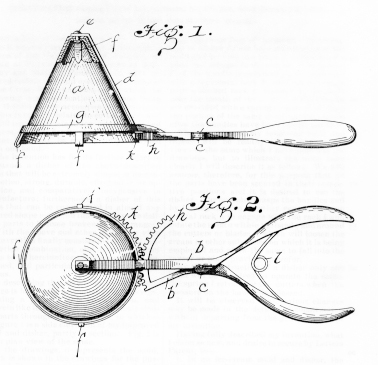
Imagen de la pantente del sacabolas de helado.

## Legado
El básico diseño de Cralle es tan eficiente que el conocido sacabolas de botón (italiano) no se conoció hasta 100 años después.
Alfred Cralle estaba casado y tuvo dos hijas y un hijo. Su esposa y una de sus hijas murió en 1918 debido una enfermedad contagiosa. En 1920, el único hijo Cralle también murió de una enfermedad, dejando a Anna Cralle, nacida en 1910, como único hijo sobreviviente. Más tarde, en 1920, Alfred Cralle murió en un accidente automovilístico.
Después de la muerte de su padre, su hija, Anna, fue a vivir con su tío, José Cralle en Connecticut. En 1945, Anna Cralle se trasladó a Tuskegee, Alabama para trabajar en los EE. UU. en el "Veterans Administration Hospital" como auxiliar de contabilidad. Ella participó con la iglesia "Washington Chapel AME" durante 55 años. A la edad de 90, se mudó en 2000 a Bowie, Maryland a vivir con su ahijado, Thomas Wims. Murió el 1 de febrero de 2009 a la edad de 98.